# Diablotin (voile)

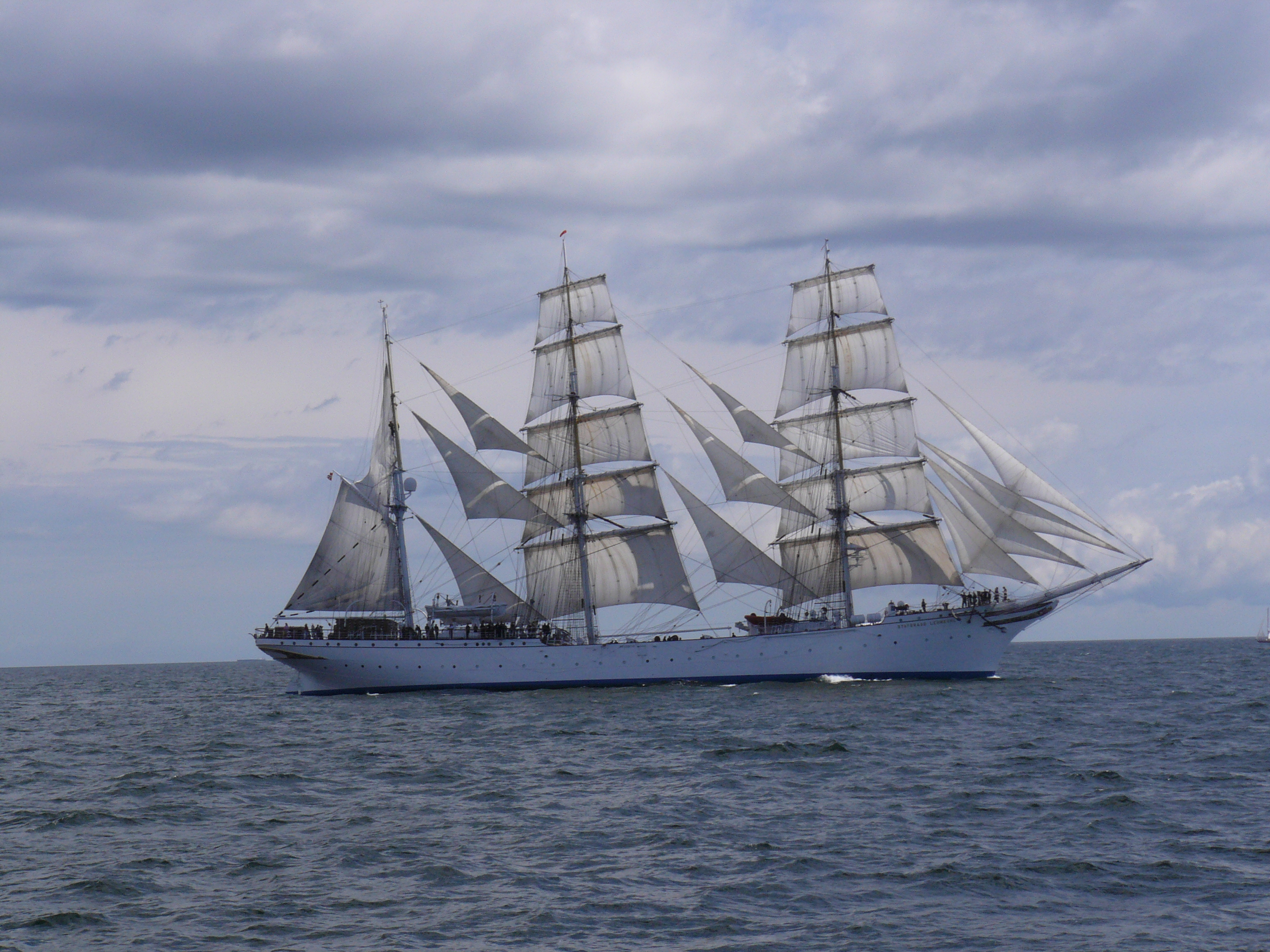
Le diablotin du Christian Radich est la voile d'étai la plus haute entre les mâts arrieres du navire.

Un diablotin (Mizzen topmast staysail en anglais) est une voile d'étai trapézoïdale sur l'avant du mât d'artimon, sur un grand voilier (trois-mâts et plus). 
Il est situé au dessus du foc d'artimon et de la marquise, entre le grand-mât et le mât d'artimon sur un trois-mâts.